# (9774) Annjudge
(9774) Annjudge es un asteroide perteneciente al cinturón de asteroides, región del sistema solar que se encuentra entre las órbitas de Marte y Júpiter, descubierto el 12 de julio de 1993 por Eric Walter Elst desde el Observatorio de La Silla, Chile.

## Designación y nombre
Designado provisionalmente como 1993 NO. Fue llamado así por Ann Campana Judge (1951-2001) quien fue gerente de la oficina de viajes de la National Geographic Society. Mientras acompañaba a un grupo de estudiantes y profesores en un viaje de estudios patrocinado por NGS a las Islas del Canal de California, murió en el avión que los terroristas estrellaron contra el Pentágono.

## Características orbitales
Annjudge está situado a una distancia media del Sol de 2,534 ua, pudiendo alejarse hasta 2,846 ua y acercarse hasta 2,222 ua. Su excentricidad es 0,123 y la inclinación orbital 0,532 grados. Emplea 1473,63 días en completar una órbita alrededor del Sol.

## Características físicas
La magnitud absoluta de Annjudge es 14,20. Tiene 3,547 km de diámetro y su albedo se estima en 0,387. 